# Джесуп, Моррис Кетчум
Моррис Кетчум Джесуп (англ. Morris Ketchum Jesup; 21 июня 1830, Уэстпорт (Коннектикут) — 22 января 1908, Нью-Йорк) — американский капиталист, филантроп и меценат. Известен прежде всего в качестве одного из учредителей и третьего президента Американского музея естественной истории, во главе которого финансировал ряд научных экспедиций. Во многом благодаря Джесупу стали известны имена таких крупных учёных как Франц Боас, Генри Осборн и Барнум Браун. Иногда в русскоязычных источниках фамилия бизнесмена переводится как Джесап либо Джезуп.

## Биография

### Ранние годы
Родился в 1830 году в религиозной пресвитерианской семье, в которой господствовали послушание и протестантская этика, в то время как карточные игры, танцы и посещение театра были запрещены, поскольку считались дьявольскими забавами. Отец Чарльз Джесуп, потомок английских переселенцев середины XVII века, достаточно успешно занимался торговлей в Вестпорте и Нью-Йорке. Мать Абигейл Шервуд, дочь адвоката и конгрессмена Самуэля Шервуда, вела домашнее хозяйство. Пятый из восьми детей, маленький Моррис большую часть времени проводил в церкви. Последствия финансового кризиса 1837 года и внезапная смерть 42-летнего отца поставили семью в тяжёлое финансовое положение. В 1838 году мать с детьми переехала в Нью-Йорк, в те годы город с менее чем 400-тысячным населением. Хотя получение хорошего образования было одним из приоритетов Морриса, по окончании 6 классов школы он принял решение закончить учёбу и устроиться на работу, чтобы поддержать семью. Лишь в конце жизни благотворительные заслуги Джесупа дадут ему возможность получить высшее образование: степень магистра Йельского и Колумбийского университетов, степень доктора юридических наук в Колледже Вильгельма и Принстонском университете.
В возрасте 12 лет Джесуп устроился на работу посыльным на завод Rogers, Ketchum & Grosvenor, который занимался выпуском паровозов и хлопкопрядильных машин. Он быстро продвинулся по службе и вскоре отвечал за все финансовые операции фирмы, а также следил за отправкой грузов потребителям. Несмотря на возросшую ответственность, зарплата оставалась прежней, и Джесуп решил оставить должность и открыть собственное дело.

### Коммерческая деятельность
Первая фирма, которую создал Джесуп в 1852 году совместно с бухгалтером Чарльзом Кларком (Charles Clark), называлась Clark & Jesup. Компаньоны скупали оборудование у производителей и перепродавали его железнодорожным компаниям. В 1857 году предприниматель открыл новое дело, на этот раз при содействии шотландского предпринимателя Джона Кеннеди (John S. Kennedy) — компанию M. K. Jesup & Company. Эта фирма поначалу также занималась спекулятивными продажами, однако постепенно переквалифицировалась к преимущественно финансовой деятельности. Джесуп завёл знакомства с банкирами на Уолл-стрит и с помощью инсайдерской информации принимал решения о покупке акций железнодорожных и сырьевых компаний, принимал участие в их страховании. Доходы предпринимателя быстро росли, и он начал скупать обанкротившиеся железные дороги, которые затем реорганизовал и перепродавал. В 1870 году на смену покинувшему к тому времени компанию Кеннеди в совет директоров вошёл Джон Патон (John Paton), и компания сменила название на M. K. Jesup, Paton & Company. Это название сохранялось вплоть до 1884 года, когда разбогатевший Джесуп решил полностью отойти от дел и сконцентрироваться на благотворительной деятельности.

### Американский музей естественной истории
В 1868—1869 годах молодой натуралист Алберт С. Бикмор встретился и провёл консультации с рядом влиятельных бизнесменов и общественных деятелей Нью-Йорка, убеждая их оказать финансовую помощь в создании нового естественнонаучного музея, аналогичного подобным музеям в крупных европейских столицах. В феврале 1869 года после согласования с властями штата этот музей, получивший название Американского музея естественной истории, распахнул свои двери для широкой публики. Одним из учредителей музея стал Моррис Джесуп. Позже он также занял должность председателя исполнительного комитета музея (англ. Chairman of the Executive Committee).
В первые годы существования музея его учредители тратили очень крупные суммы денег на приобретение частных коллекций, надеясь компенсировать затраты за счёт притока посетителей. Столкнувшись с дефицитом бюджета, в 1880 году совет попечителей принял резолюцию о сбалансировании трат и попросил Джесупа разобраться с финансами и приоритетами учреждения. Однако вместо того, чтобы обуздать расточительность натуралистов, председатель исполнительного комитета призвал к созданию фонда для финансирования научной и образовательной работы учреждения, заявил, что музей должен быть посвящен «чему-то, что нельзя измерить в масштабах торговца». Джесуп, имевший за плечами 6 классов образования и изначально не проявлявший интереса к научной деятельности, провёл много времени в пустынных залах музея, разглядывая экспонаты и общаясь с его кураторами. Он пришёл к выводу, что музей необходимо изменить и расширить, вместо «скучных» ископаемых беспозвоночных сфокусировать внимание на львах и других крупных млекопитающих, чтобы привлечь внимание публики.
К 1881 году музей оказался в крайне затруднительном финансовом положении. Непомерные траты, крайне неудобное расположение нового здания, слабая спонсорская поддержка и отсутствие посетителей поставили его на грань закрытия; некоторые попечители потеряли к учреждению интерес. После того как 14 февраля 1881 года действующий президент музея Роберт Стюарт подал в отставку, попечители избрали на эту должность Джесупа, учитывая его возросшую активность относительно реформирования деятельности. Это назначение оказалось поворотным моментом в судьбе музея: за время 25-летнего правления Джесупа его штат увеличился с 12 до 185 человек, площадь экспозиций выросла с 5 тыс. до 55 тыс. м², фонд пожертвований превысил 1 млн долларов.
Основными задачами Джесупа в должности президента стали популяризация науки и представление экспозиции таким образом, чтобы она стала привлекательна и понятна простому обывателю. Кроме того, Джесуп полагал, что музей должен получить мировое признание за свою исследовательскую и научную работу, и результаты этой работы должны быть отражены в соответствующих коллекциях. Для достижения успеха он сформулировал следующие задачи:
- Экспонаты должны быть правильно оформлены и установлены в доступном для посетителей месте;
- Экспонаты должны доходчиво объяснить обывателю своё место в системе человеческих знаний, свой вклад в благополучие человека;
- Экспонаты должны быть связаны в единую систему с другими экспонатами подобного рода.

В 1883 году был создан фонд пожертвований в пользу музея. Значительно увеличились ассигнования со стороны городских властей, за период с 1875 по 1891 год их сумма возросла более чем в 10 раз.
Были открыты новые отделы, их координация с уже существующими строилась по научному принципу. Возросшая стоимость коллекций и их разнообразие привели к значительному увеличению штата музея за счёт научных сотрудников и консультантов. В частности, в 1901 году Джесуп пригласил на должность вице-президента и куратора в новый отдел палеонтологии Генри Осборна, впоследствии ставшего следующим президентом музея. Под руководством этого специалиста по ископаемым позвоночным музей организовал несколько палеонтологических экспедиций в штаты Вайоминг, Монтана, канадские провинции Саскачеван и Альберта. Искатель динозавров Барнум Браун добыл для музея огромную коллекцию ископаемых останков этих животных, в том числе в 1902 году нашёл до этого неизвестного науке тираннозавра. В 1895 году Джесуп совместно с другими попечителями музея выкупил коллекцию останков динозавров Эдварда Копа из 483 видов, а спустя пять лет его же коллекцию низших позвоночных.
В январе 1902 года была введена должность директора музея, на которую назначили профессора зоологии Брауновского университета Гермона Бумпуса. Переложив большую часть административной работы на помощников, сам Джесуп сконцентрировался на финансировании экспедиций, имеющих научное и музейное значение.
В 1894 году к президенту обратилась жена полярного исследователя Роберта Пири Жозефина — её муж застрял в северной Гренландии и ему требовалось судно для эвакуации. Экспедиция по спасению, на которую учреждение выделило 1000 долларов, не только помогла Пири вернутся домой, но и доставила в музей образцы арктических птиц и млекопитающих, а также артефакты инуитов. В следующем году Джесуп организовал Арктический клуб Пири, девиз которого гласил: «Достичь самой дальней северной точки Западного полушария; содействовать и поддерживать исследование полярных регионов». Именно этот клуб, в значительной степени финансируемый самим Джесупом, предоставил деньги на дорогостоящие полярные исследования Пири в последующее десятилетие. В одной из своих поездок исследователь обнаружил в Гренландии крупнейший известный на тот момент метеорит (названный «Мыс Йорк»), и организовал его доставку в музей.
По приглашению Джесупа с 1895 по 1905 год в отделе этнологии работал один из основателей современной антропологии Франц Боас. Под его руководством и при личном финансировании Джесупа музей организовал масштабную научную экспедицию по этнографии и языковедению народов северо-запада Северной Америки, Дальнего Востока и Восточной Сибири.

## Благотворительная деятельность
- В 1861 году во время гражданской войны Джесуп выступил одним из учредителей благотворительной организации United States Christian Commission, которая закупала медицинское оборудование, медикаменты и религиозную литературу раненым солдатам. Сам бизнесмен в организации выполнял роль главного казначея[29]. Печатанием и распространением христианской литературы также занималась организация New York City Tract Society, президентом которой был Джесуп[30].
- Джесуп известен как один из основателей молодёжной религиозной организации YMCA. В качестве президента он возглавлял эту организацию с 1872  по 1875 год[31].
- В 1867 году Джесуп вошёл в состав попечителей реабилитационного центра Five Points House of Industry, который давала приют детям-сиротам из печально известного района «Пяти Точек[англ.]», помогала им получить образование и найти работу. С 1871 года до самой смерти Джесуп занимал пост президента этой организации[32].

## Семья
Джесуп был женат на Марии Ван-Антверп-Де-Витт (Maria Van Antwerp De Witt, 1834—1914), второй дочери служителя нью-йоркской коллегиальной церкви.

## Признание и память
- Именем капиталиста и мецената назван мыс Моррис-Джесуп в Гренландии, самая северная точка этого острова.